# Sonia Bompastor
Sonia Bompastor (Blois, 8 de junho de 1980) é uma ex-futebolista francesa e luso-descendente que atuava como meia. 

## Carreira
Defendeu as cores do Lyon (FRA), clube onde se retirou na temporada 2012/13, Paris Saint-Germain (FRA), MagicJack (EUA), Montpellier (FRA) e La Roche (FRA). Ela fez parte do elenco da Seleção Francesa de Futebol Feminino, nas Olimpíadas de 2012 e 2016. 